# Алкснэ, Арнольд Эдуардович
Алкснэ Арнольд Эдуардович (10 июля 1932, Уфа — 21 ноября 1998, Кривой Рог, Днепропетровская область) — советский учёный-геолог. Доктор геолого-минералогических наук (1981), профессор (1986).

## Биография
Родился 10 июля 1932 года в городе Уфа.
В 1951 году поступил и в 1956 году окончил геологический факультет Саратовского государственного университета. В 1956—1957 годах — геолог на Дальнем Востоке. В 1957—1967 годах — начальник геологической партии Башкирского геологического управления. В 1967—1978 годах — в Уфимском нефтяном институте: ассистент, старший преподаватель, доцент.
В 1978—1984 годах — старший научный сотрудник, начальник бюро объединения «Союзморинжгеология».
В 1984—1997 годах — в Криворожском горнорудном институте: профессор, заведующий кафедрой общей геологии и разведки месторождений полезных ископаемых.
Умер 21 ноября 1998 года в городе Кривой Рог.

### Семья
- Отец, Алкснэ Эдуард Христофорович[1] (1903—1938) — инженер-геолог;
- Брат, Алкснэ Радмир Эдуардович[1].

## Научная деятельность
Специалист в области геологии. Автор более 70 научных работ. Изучал проблемы стратиграфии, генезиса и условий формирования осадочных комплексов, в частности стратиграфию докембрия и палеозоя, нефтяную геологию. Вёл геологическую разведку на Урале и в Прибалтике.

### Научные труды
- Геологическое строение северо-восточной части Башкирии / Л., 1966.
- О корреляции разрезов верхнего карбона Урала и Русской платформы по фузулинидам // Изв. АН СССР. 1976. № 2.
- Атлас фауны и флоры среднего и позднего карбона Башкирии / М., 1979 (в соавторстве).
- Фузулиниды верхнего карбона рифа Воскресенка на Южном Урале. // Изв. Отд. Наук о Земле и экологии. АН Башкирии. № 4. — Уфа, 1999. — С. 52—58.